# Narbonne
Narbonne (occitanska: Narbona) är en stad och kommun i departementet Aude i regionen Occitanien  i södra Frankrike, 12 kilometer från Medelhavet. Kommunen är chef-lieu för tre kantoner och sous-préfecture för arrondissementet Narbonne. År 2022 hade Narbonne 56 692 invånare. Staden är en av Frankrikes äldsta och var under antiken känd som Narbo.
En mängd fornlämningar har anträffats i Narbonne. Långt före romarnas infall i Gallien var Narbo en blomstrande stad. Där grundlade romarna 118 f.Kr. sin första koloni i Gallien och kallade den Narbo martius. Den låg vid Via Domitia, romarnas första väg genom Gallien. Som huvudstad i romarnas första provins i Gallien (Gallia narbonensis) och station för romerska flottan blev Narbo en rival till Massilia, men en stor eldsvåda år 150 samt provinsens delning minskade dess anseende. Under visigoterna var den en av de förnämsta städerna i Septimania. År 719 intogs den av araberna och inlemmades i Córdobaemiratet, men fråntogs dem 759 av frankerna. Under medeltiden hörde den än till grevskapet Toulouse, än under egna herrar. 1507 förenades Narbonne med franska kronan och omgavs med nya fästningsverk. Sedan den upphört att vara garnisonsstad, raserades verken 1872.
Staden Narbonne delas av kanalen Canal de la Robinei (eller Narbonnekanalen) i två delar, bourg och cité. Den har en anmärkningsvärd katedral (förr domkyrka), Saint Just, vars kor byggdes 1272-1332, varefter den imposanta byggnaden, som skulle hört till Frankrikes största gotiska monument, blev stående ofullbordad. Staden var till 1790 ärkebiskopssäte. Det forna ärkebiskopspalatset blev ombyggt av Viollet-le-Duc.

## Befolkningsutveckling
Antalet invånare i kommunen Narbonne
Referens: INSEE

## Galleri

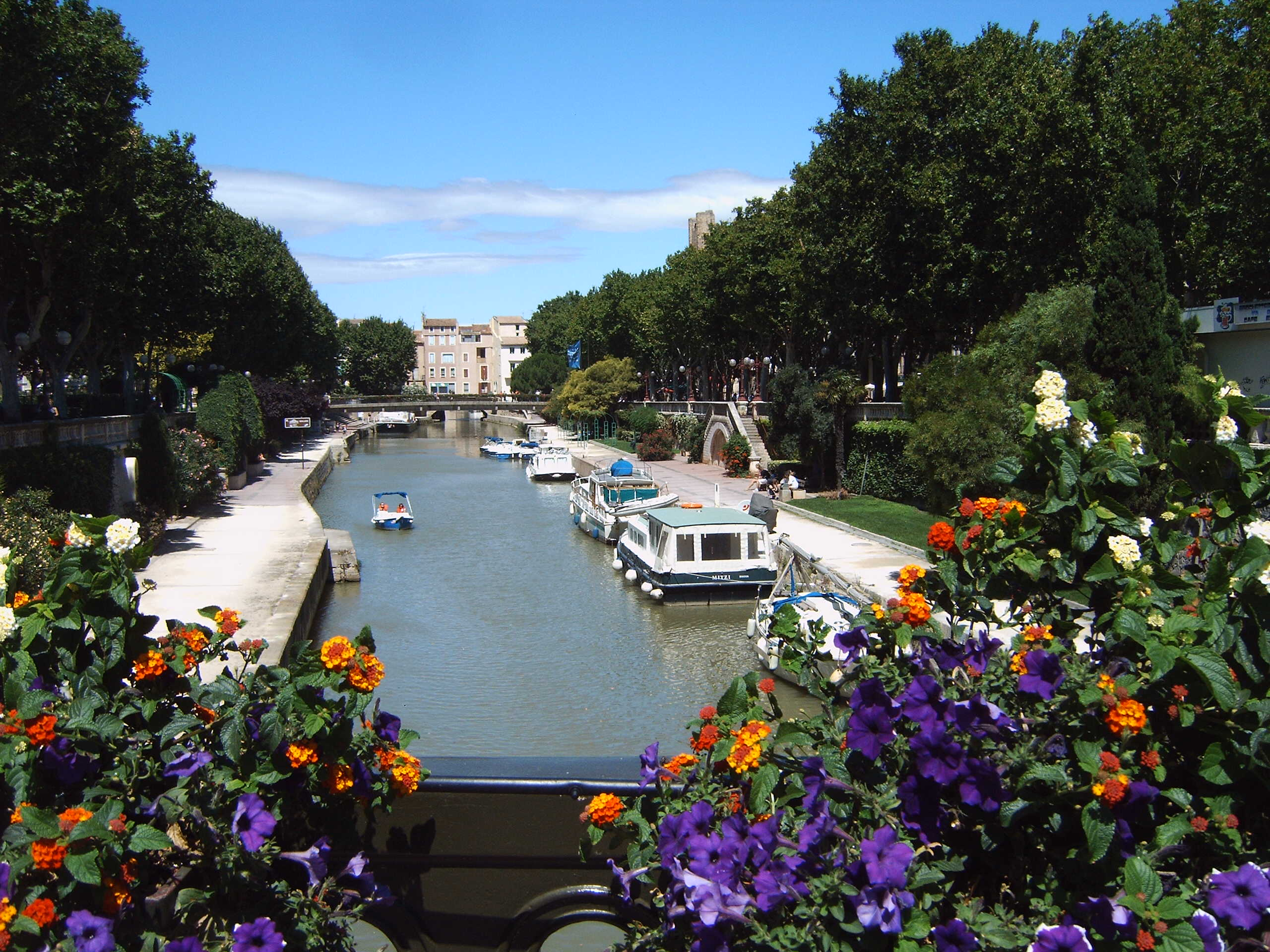
Robinekanalen sedd från Boulevard Gambetta.
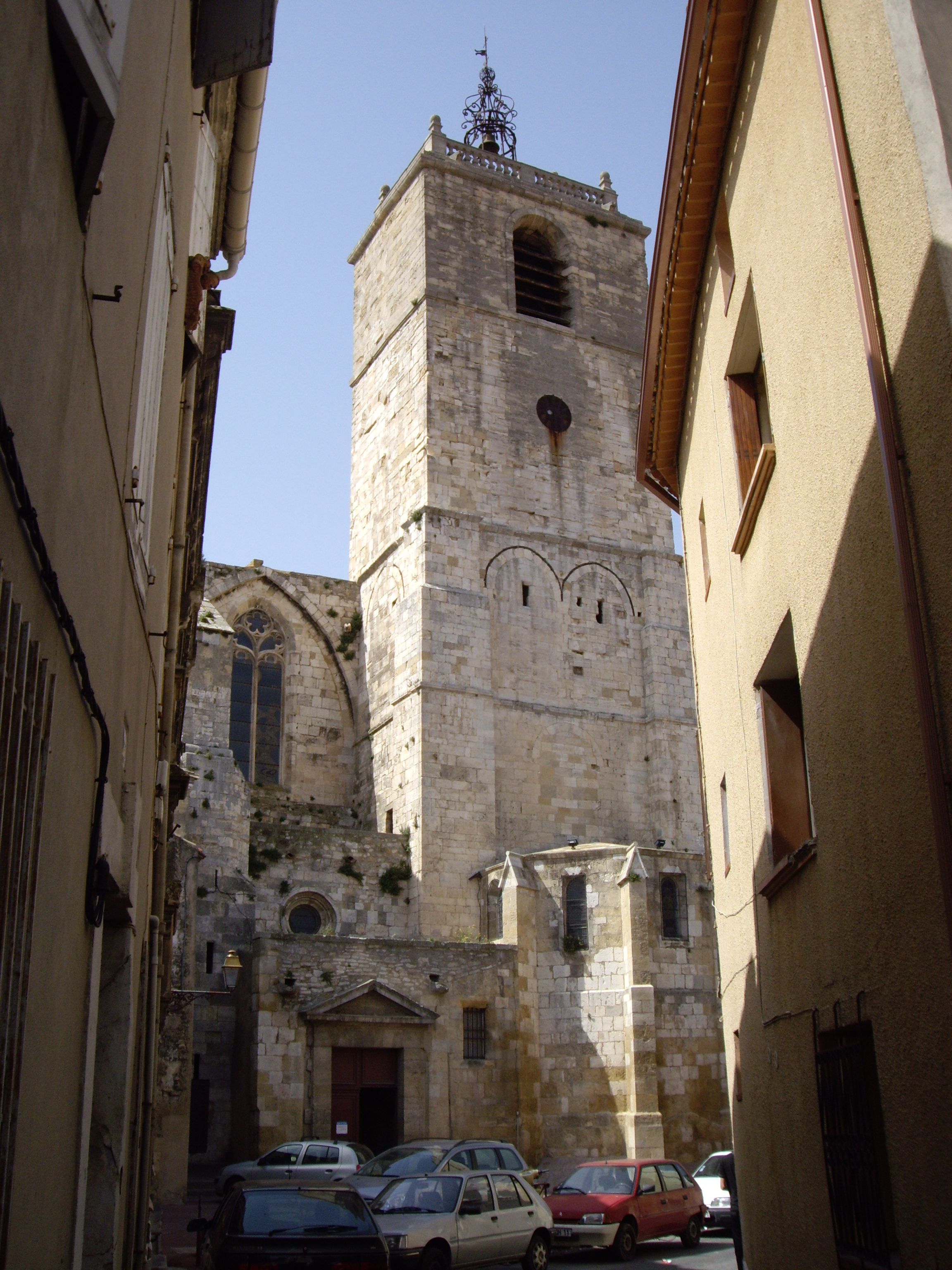
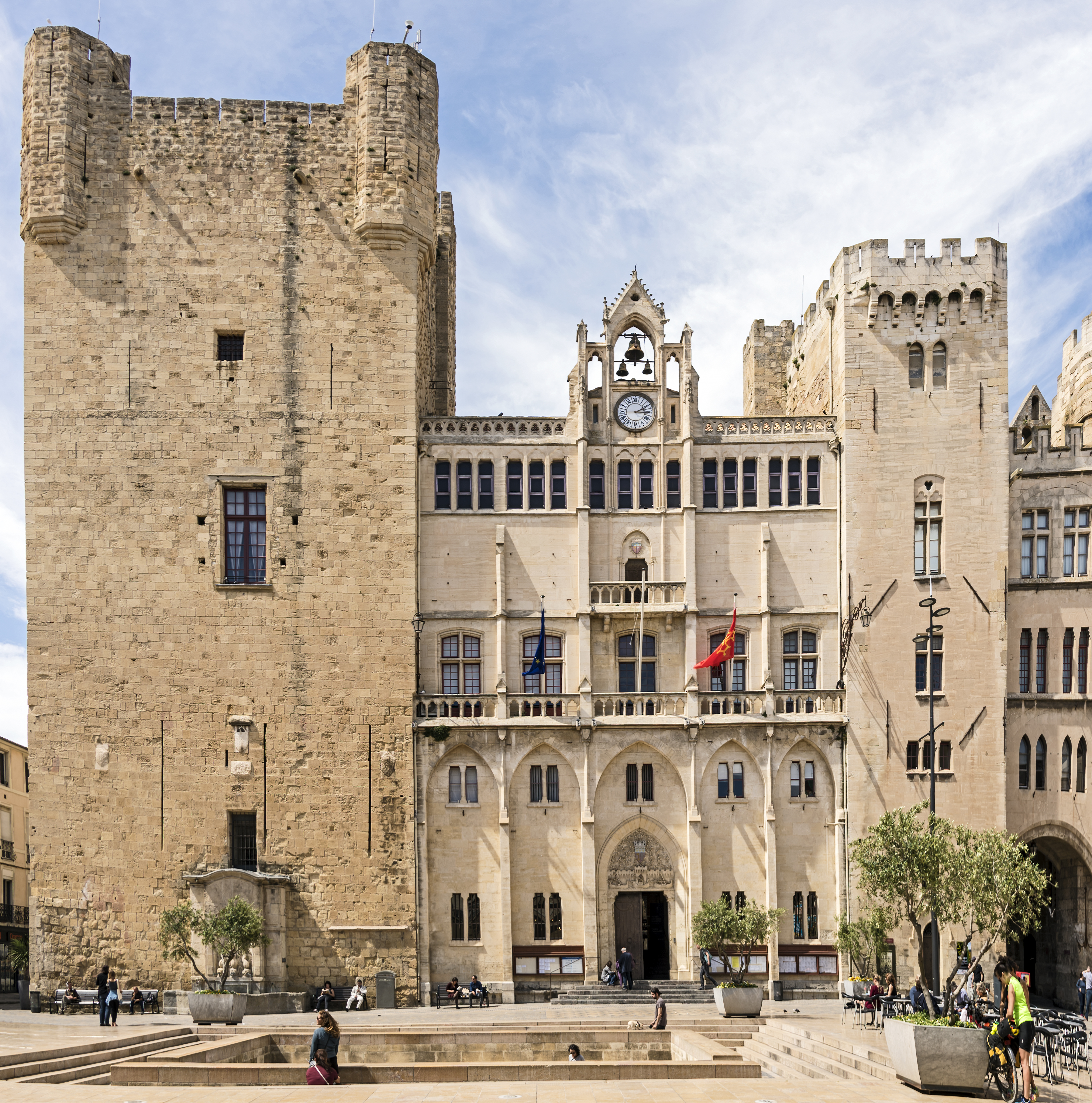
Stadshuset
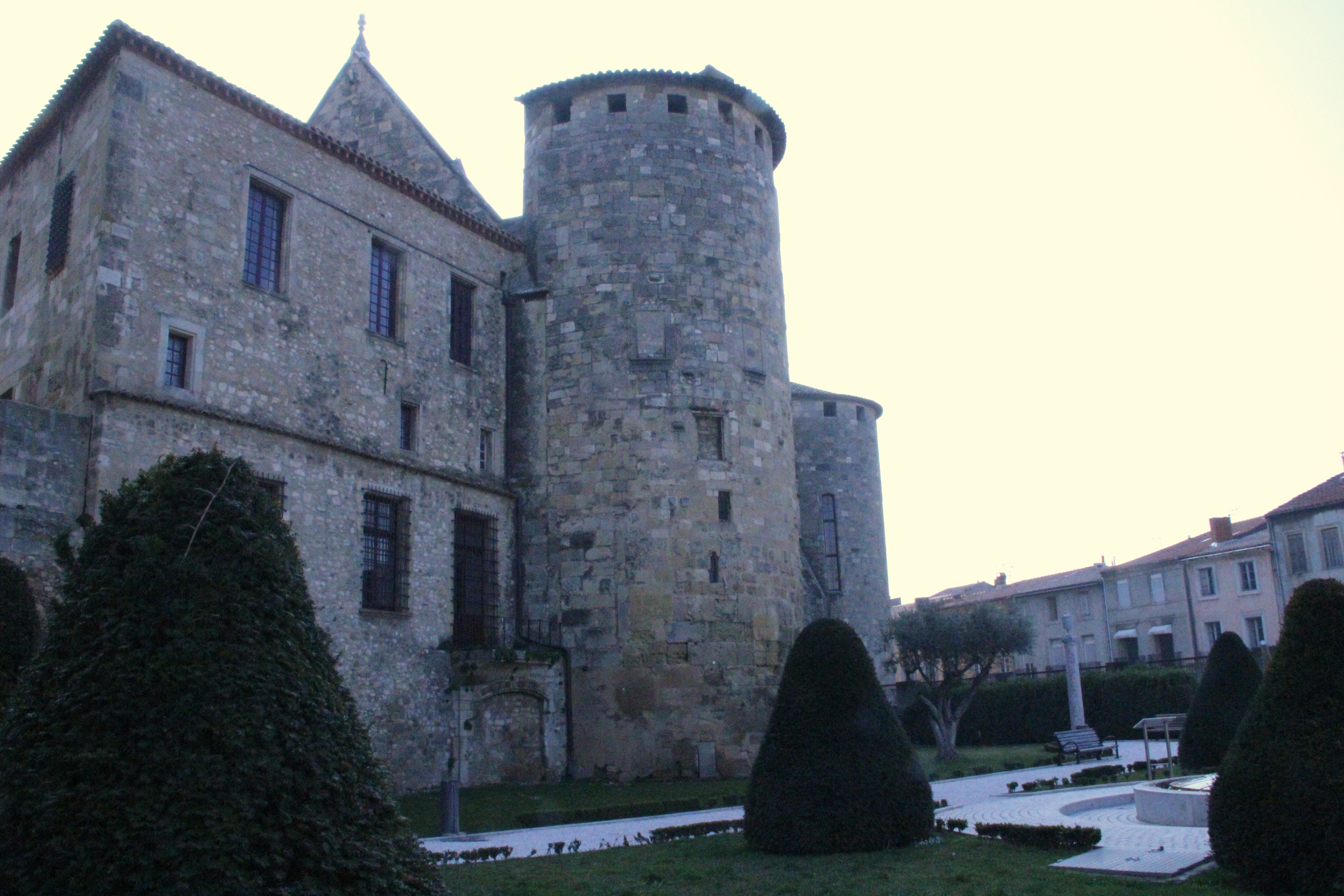
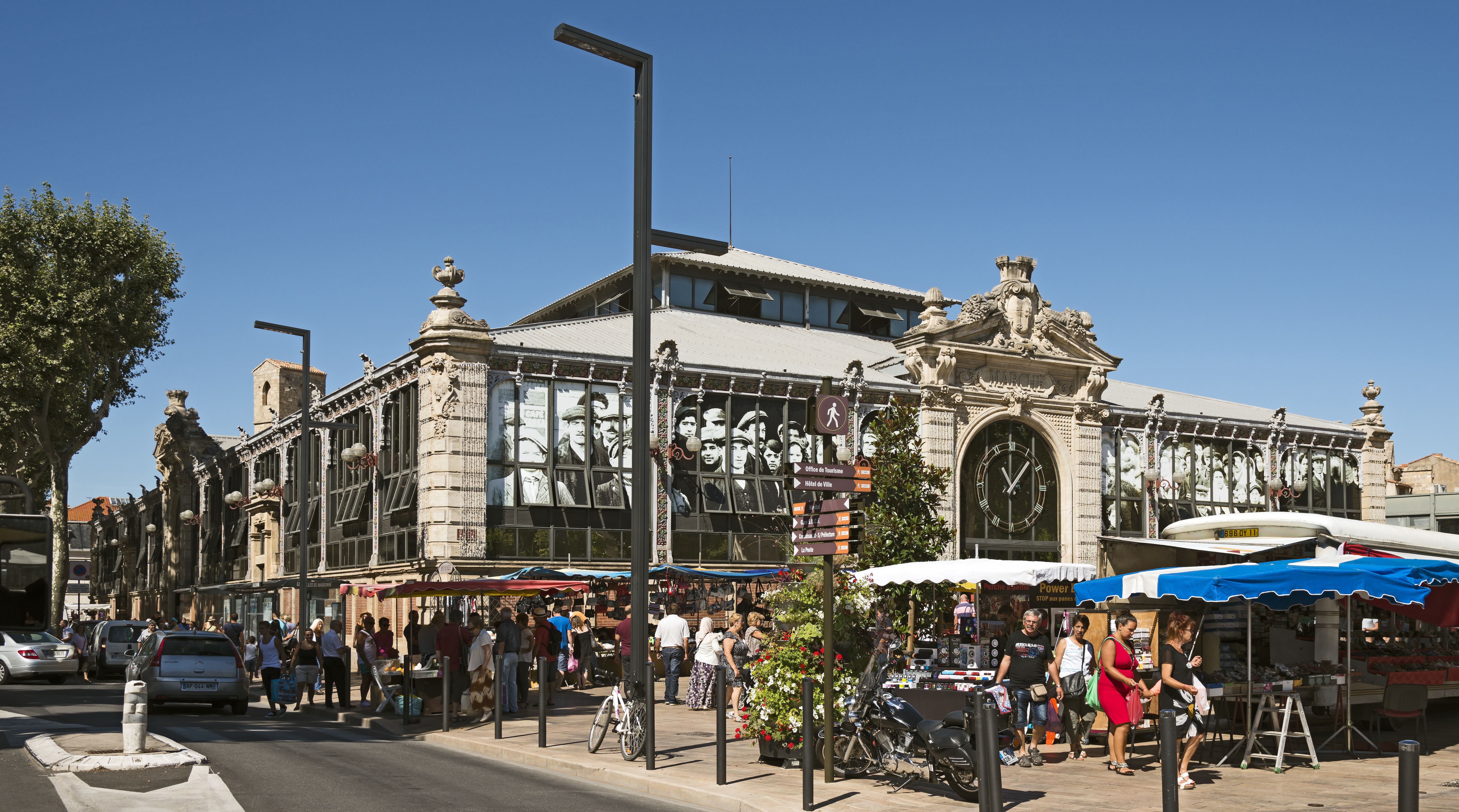
Marknaden